# Stipa breviglumis
Stipa breviglumis är en gräsart som beskrevs av John McConnell Black. Stipa breviglumis ingår i släktet fjädergrässläktet, och familjen gräs. Inga underarter finns listade i Catalogue of Life.